# علف ۱۱۴۹۶
سیارک ۱۱۴۹۶ (به انگلیسی: 11496 Grass، نامگذاری:1989AG7) یازده هزار و چهارصد و نود و ششمین سیارک کشف شده‌است که در ۱۰ ژانویه ۱۹۸۹ کشف شد.
قدر مطلق سیارک برابر ۱۳٫۹۰ است.